# Letšengmijn

De Letšengmijn is een diamantmijn in Lesotho. De mijn ligt in het district Mokhotlong in bergachtig gebied op een hoogte van ongeveer 3100 meter. Daarmee is ze de hoogst gelegen diamantmijn ter wereld. De mijn heeft twee kimberlietpijpen en wordt bedreven in dagbouw.
In de mijn worden regelmatig erg grote diamanten opgedolven, vooral "witte" maar soms ook gekleurde diamanten, zoals de Bruine van Lesotho die in 1961 werd gevonden.
De mijnactiviteit werd in de jaren 1990 stopgezet, maar in 2004 weer hervat; toen was ze eigendom van Johannesburg Consolidated Investments uit Zuid-Afrika, Matodzi Resources Ltd en de regering van Lesotho. In 2006 verwierf Gem Diamonds, met hoofdkwartier in Londen, 70% van de exploitatierechten van de mijn; de regering van Lesotho behield de rest. Sindsdien zijn meerdere erg grote diamanten in de mijn gevonden:
- In 2006 werd een ruwe witte diamant van 603 karaat gevonden, de "Lesotho Promise" (Belofte van Lesotho). De ruwe diamant werd in Antwerpen voor 12,36 miljoen dollar verkocht aan Safdico.[2]

- In 2007 werd de "Letšeng Legacy", een diamant van 493 karaat, verkocht voor 10,4 miljoen dollar.

- In september 2008 werd in Letšeng de "Light of Letšeng"-diamant ontdekt, een witte diamant van 478 karaat. De diamant werd in Antwerpen verkocht voor 18,4 miljoen dollar aan Safdico.[3]

- In 2011 werd de "Letšeng Star", een witte diamant van 550 karaat, voor 16,5 miljoen dollar verkocht.[4]

- In januari 2018 werd in de mijn een diamant van 910 karaat ontdekt. Deze "Lesotho Legend" is in Antwerpen geveild voor 40 miljoen dollar. Het is de grootste diamant die tot dan toe in de mijn was gevonden en de vijfde grootste ter wereld.[5]